# Delia canariensis
Delia canariensis este o specie de muște din genul Delia, familia Anthomyiidae, descrisă de Willi Hennig în anul 1974.
Este endemică în Insulele Canare. Conform Catalogue of Life specia Delia canariensis nu are subspecii cunoscute.